# Wielka Cisowa
Wielka Cisowa (878 m n.p.m.) – dość rozległe, płaskie i generalnie bezleśne wypiętrzenie grzbietu Pasma Błatniej w północnej części Beskidu Śląskiego, pierwsze licząc od Błatniej w kierunku zachodnim. W kierunku południowym od szczytu Wielkiej Cisowej odchodzi wyraźne ramię, rozdzielające dolinki dwóch potoków uchodzących do Brennicy: Jatnego na zachodzie i Chrobaczego na wschodzie. Północny stok opada do Jasienicy.

## Historia
Nazwa góry „Cisowa” związana jest najpewniej z występującymi tu niegdyś cisami. Znana jest co najmniej od XVI w. – mieszkańcy Brennej mieli tu swe pierwsze górskie pastwisko, na którym paśli bydło rogate. W 1689 r. wspomniany już jest Sallasch Tissowa (szałas Cisowa), a w 1835 r. – osiedle o tej samej nazwie (w formie Czihsowa).
Na grzbiecie, w siodle między Wielką Cisową a Błatnią przez wiele lat znajdował się postawiony przez komunistyczne władze obelisk z okolicznościową tablicą, upamiętniający śmierć grupy 9 funkcjonariuszy MO i UB, którzy zginęli tu 12 i 13 maja 1946 r. podczas kilkugodzinnej bitwy z NSZ-owskim oddziałem „Bartka” (Henryka Flamego). Tablica została usunięta jeszcze na przełomie lat 80. i 90. XX wieku, jednak sam obelisk pozostał. Wtedy też obok głazu pojawił się krzyż, postawiony ze wspólnej inicjatywy Urzędu Gminy i mieszkańców Brennej.

## Turystyka
W adaptowanej góralskiej chałupie, tuż powyżej pomnika, od 1984 r. funkcjonowało Studenckie Schronisko Turystyczne. Spłonęło ono doszczętnie 23 listopada 1994 r. – ślady fundamentów są widoczne do dziś. Nieco dalej w kierunku Błatniej znajduje się niewielki ośrodek wypoczynkowy „Ranczo u Dorotki” (noclegi, restauracja z domową kuchnią, kilka koni pod wierzch).
Grzbietem Wielkiej Cisowej biegnie czerwony szlak turystyczny z Jaworza-Nałęża na Błatnią. Wspomnianym wyżej południowym ramieniem biegną zielone znaki szlaku z Brennej na Błatnią.
 Jaworze, Nałęże, biwak ZHP – Łazek – Czupel – Mały Cisowy – Wielka Cisowa – Błatnia. Odległość 4,7 km, suma podejść 340 m, czas przejścia 1:50 godz., z powrotem 1:20 godz.
 Brenna – Wielka Cisowa. Odległość 4,4 km, suma podejść 490 m, czas przejścia 1:55 godz., z powrotem 1:15 godz.

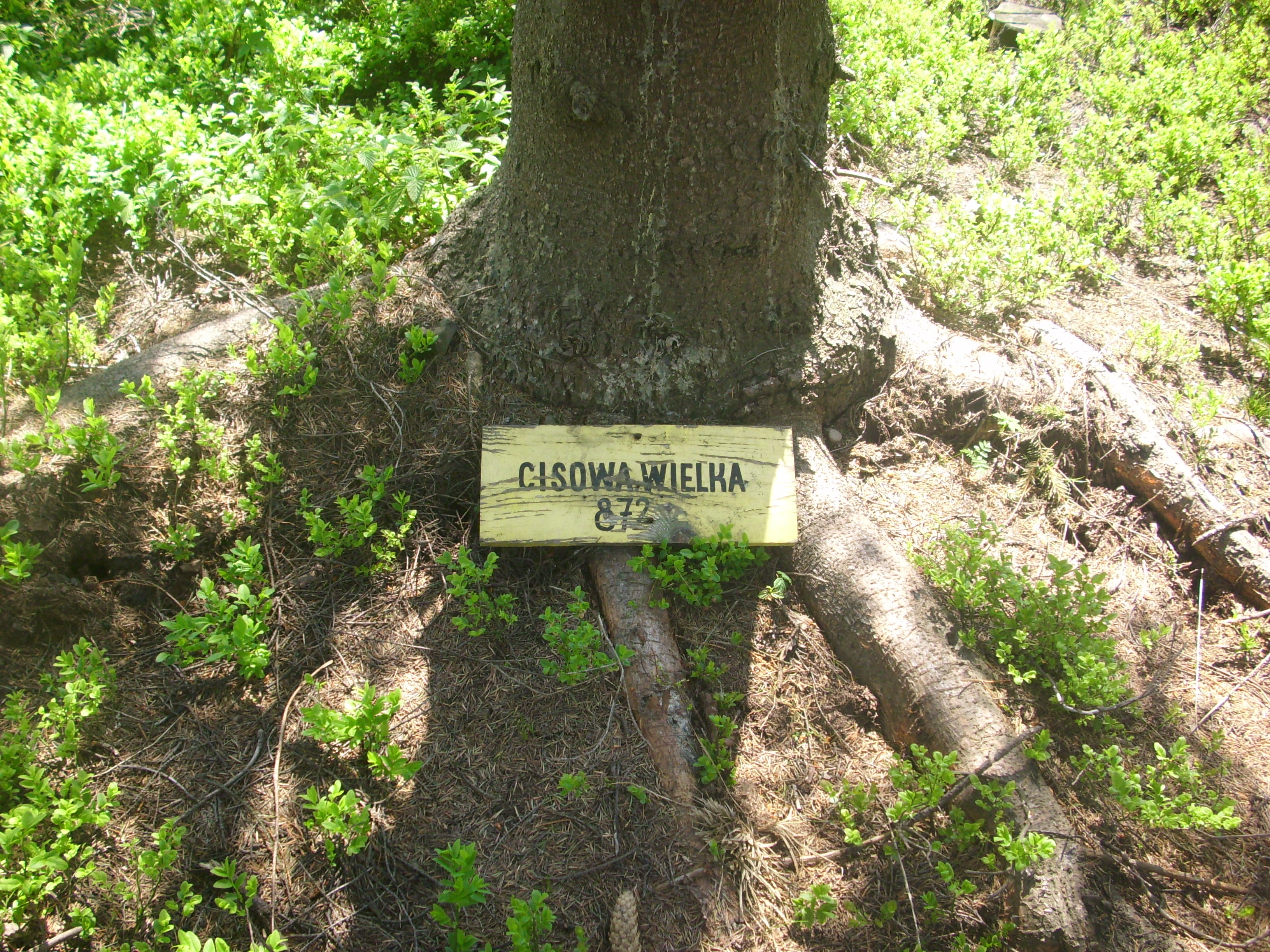
Szczyt
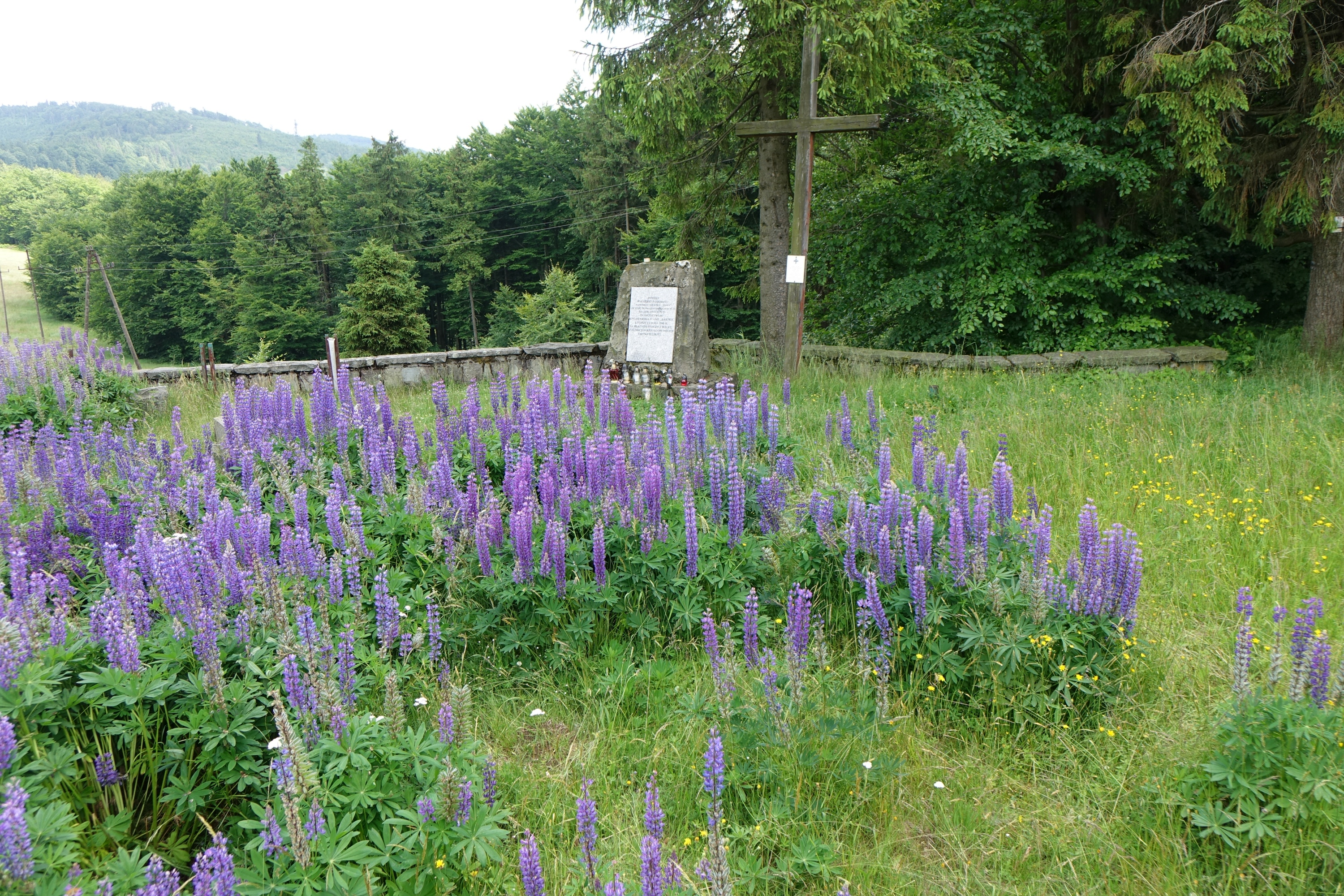
Ubecki pomnik i krzyż
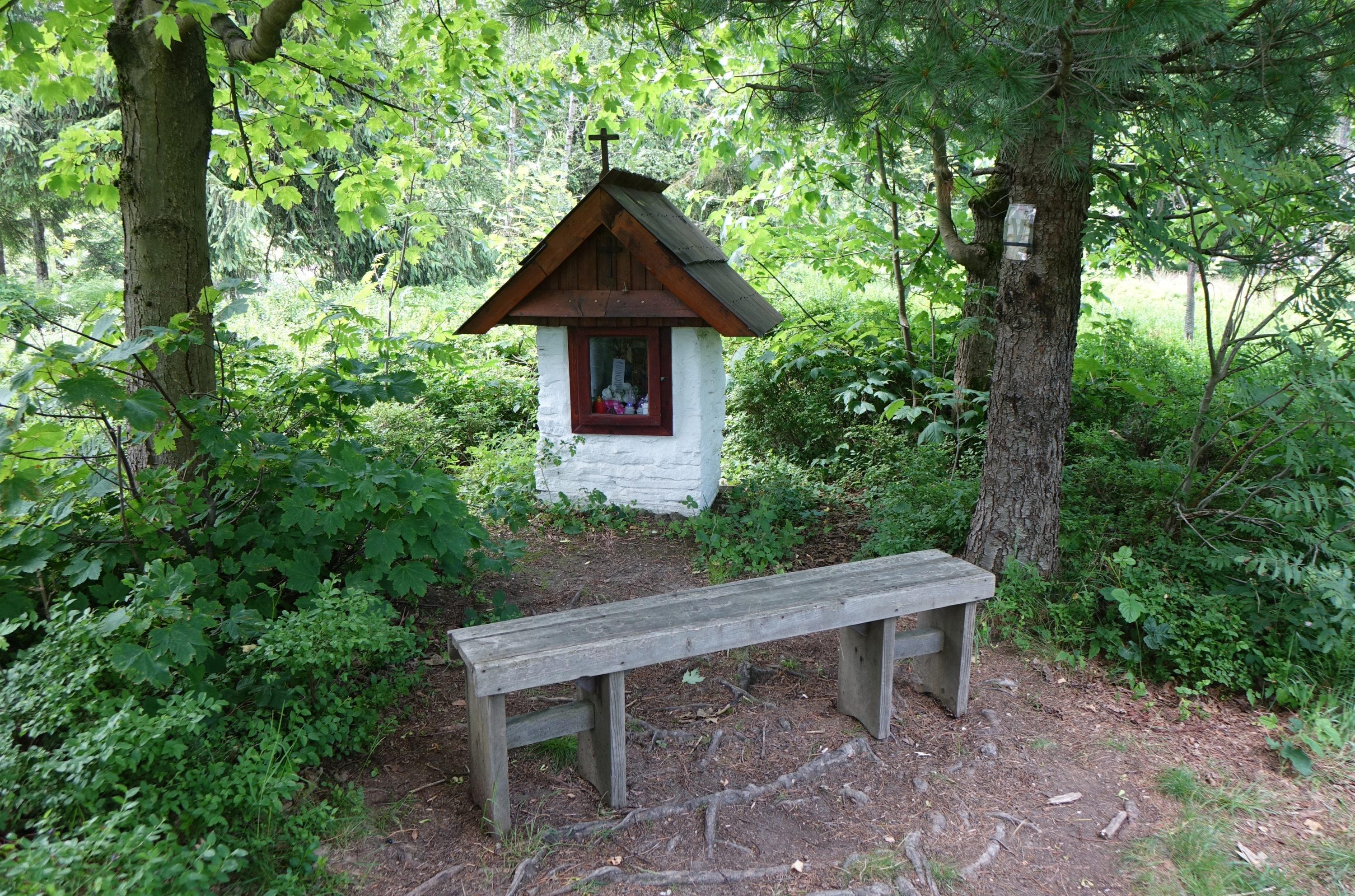
Kapliczka między Wielką Cisową i Błatnią
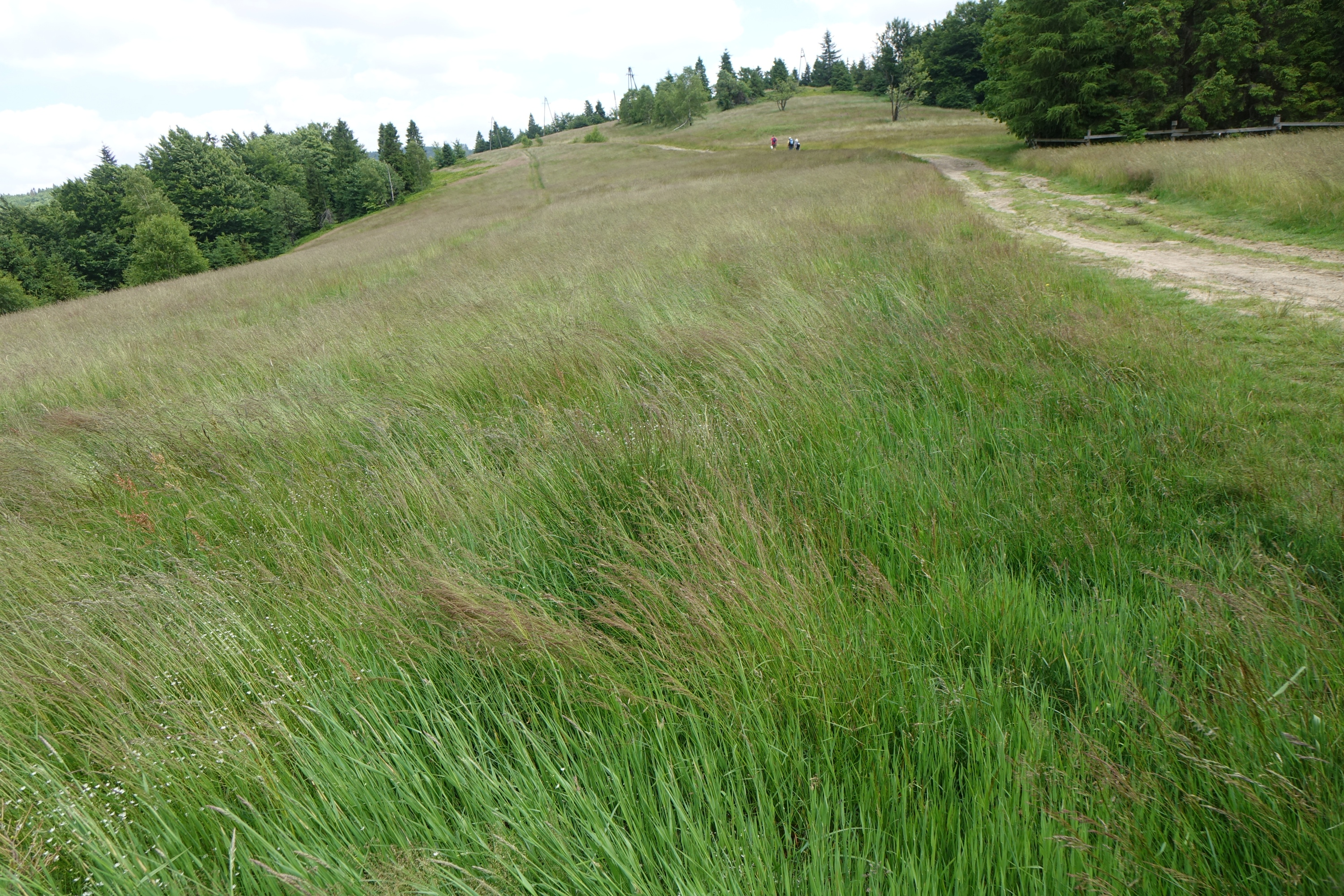
Polana na Wielkiej Cisowej